# Bati, Etiopia
Bati este un oraș din Etiopia.